# Elecciones generales de Malta de 1898
Entre el 28 y el 29 de septiembre de 1898 se celebraron en Malta elecciones generales.

## Antecedentes
Las elecciones se realizaron bajo la constitución de Knutsford.

## Sistema electoral
De los 14 miembros del Consejo de Gobierno, diez serían elegidos por medio de circunscripciones uninomiales y cuatro representarían a la nobleza y terratenientes, graduados, clérigos y a la Cámara de Comercio.
| Circunscripción        | Localidades                         |
| ---------------------- | ----------------------------------- |
| I                      | La Valeta este                      |
| II                     | La Valeta oeste, Sliema, San Julián |
| III                    | Floriana, Pietà, Ħamrun, Msida      |
| IV                     | Bormla, Żabbar                      |
| V                      | Birgu, Senglea                      |
| VI                     | Mdina                               |
| VII                    | Birkirkara                          |
| VIII                   | Qormi                               |
| IX                     | Żejtun                              |
| X                      | Gozo                                |
| Fuente: Schiavone, p13 |                                     |

## Resultados
9.863 personas tenían derecho a voto, de las que 3.128 votaron, dando una participación del 32%. Solo se celebraron elecciones en tres circunscripciones, ya que el resto de candidatos no tuvieron oposición. Paolo Sammut fue elegido por el escaño de la nobleza y terratenientes y el distrito II, mientras que no hubo candidatos para los clérigos y la Cámara de Comercio. Sammut decidió mantener el escaño de la circunscripción II, y se repitieron las elecciones el 2 de octubre en los escaños vacantes.
| Miembros generales electos  | Miembros generales electos | Miembros generales electos | Miembros generales electos                                   |
| Circunscripción             | Nombre                     | Votos                      | Notas                                                        |
| --------------------------- | -------------------------- | -------------------------- | ------------------------------------------------------------ |
| I                           | C Bugeli                   | 237                        |                                                              |
| II                          | Paolo Sammut               | 416                        | Anteriormente por la circunscripción X                       |
| III                         | Antonio Dalli              | 239                        |                                                              |
| IV                          | F Cardona                  | 437                        |                                                              |
| V                           | Joseph Bencini             | –                          | Sin oposición                                                |
| VI                          | Nutar Petro Bartoli        | 281                        |                                                              |
| VII                         | Fransesco Wettinger        | 169                        | Reelegido                                                    |
| VIII                        | Cesare Darmanin            | 110                        | Reelegido                                                    |
| IX                          | Salvatore Cachia Zammit    | –                          | Sin oposición                                                |
| X                           | Fortunato Mizzi            | 346                        |                                                              |
| Miembros especiales electos |                            |                            |                                                              |
| Escaño                      | Nombre                     | Votos                      | Notas                                                        |
| Nobleza y terratenientes    | Paolo Sammut               | 291                        | Alfonso Maria Micallef elegido tras repetición de elecciones |
| Graduados                   | Andrè Pullicino            | 275                        |                                                              |
| Clérigos                    | –                          | –                          | Borg Olivier elegido tras repetición de elecciones           |
| Cámara de Comercio          | –                          | –                          | Beniamino Bonnici elegido tras repetición de elecciones      |
| Fuente: Schiavone, p179–180 |                            |                            |                                                              |